# NGC 341
NGC 341 ist eine aktive Balken-Spiralgalaxie mit hoher Sternentstehungsrate vom Hubble-Typ im Sternbild Walfisch südlich der Ekliptik. Sie ist schätzungsweise 205 Millionen Lichtjahre von der Milchstraße entfernt und hat einen Durchmesser von etwa 80.000 Lichtjahren. Gemeinsam mit der am Ende ihres östlichen Spiralarms gelegenen irregulären Begleiters PGC 3627 (NGC 341B) bildet sie das gravitativ gebundene Galaxienpaar Arp 59. 
Im selben Himmelsareal befinden sich unter anderem die Galaxien PGC 173284, PGC 992711, PGC 994677, PGC 998011.
Das Objekt wurde am 21. Oktober 1881 von Édouard Stephan entdeckt.